# Serhetabat
Serhetabat – miasto w południowo-wschodnim Turkmenistanie, w wilajecie maryjskim, w etrapie Tagtabazar. W 2022 roku liczyło ok. 16 tys. mieszkańców.